# A Family Affair (2024)
A Family Affair ist ein US-amerikanischer Spielfilm aus dem Jahr 2024 mit Nicole Kidman, Zac Efron und Joey King, der unter der Regie von Richard LaGravenese nach einem Drehbuch von Carrie Solomon entstand. Auf Netflix wurde die romantische Komödie am 28. Juni 2024 veröffentlicht. Premiere war am 13. Juni 2024 in Los Angeles.

## Handlung
Die 24-jährige Zara Ford ist die persönliche Assistentin von Schauspielstar Chris Cole. Ihre Mutter ist die Autorin Brooke Harwood, die seit dem Tod von Charlie Ford vor elf Jahren nichts mehr geschrieben hatte. Brookes Lektorin ist ihre Schwiegermutter Leila Ford, Zaras Großmutter und Mutter von Charlie. Nachdem Zara ihren Job kündigt, möchte Chris sie davon überzeugen, für ihn weiterzuarbeiten. Im Haus der Fords trifft Chris allerdings auf Brooke, die beiden kommen sich näher und haben Sex. Bei ihrer Rückkehr erwischt Zara die beiden in flagranti.
Chris bietet Zara einen Job als Associate Producer an, den sie annimmt. Chris und Brooke beginnen eine Beziehung, wovon Zara nicht begeistert ist, weil sie befürchtet, dass Chris ihre Mutter ebenso verletzen wird, wie andere seiner Freundinnen zuvor. Die Weihnachtsfeiertage verbringen Chris, Brooke und Zara im Haus von Leila. Bei der Rückkehr entdeckt Zara Ohrringe, die Chris seinen bisherigen Freundinnen zum Abschied geschenkt hatte. Zara vermutet, dass Chris diese auch für Brooke gekauft hat. Brooke bittet ihn daraufhin, das Haus zu verlassen.
Zaras Freundin Eugenie macht ihr Vorwürfe, dass sich alles immer nur um sie drehen würde, und sie nicht mitbekommen hat, dass sich Eugenie von ihrem Freund Malcom getrennt hat. Zara und Eugenie söhnen sich bald darauf wieder aus. Chris gibt gegenüber Zara an, dass er darüber nachgedacht hatte, die Beziehung zu Brooke zu beenden, aus Gewohnheit, weil er immer davonläuft, wenn die Dinge zu gut laufen. Allerdings habe er danach die Ohrringe vergessen.
Zara arrangiert mit Unterstützung ihrer Großmutter ein Treffen von Brooke und Chris, bei dem sie sich bei den beiden entschuldigt und die beiden auffordert, einander noch eine Chance zu geben. Die beiden folgen der Aufforderung und küssen sich.

## Produktion und Hintergrund
Der Film wurde von Roth/Kirschenbaum Films produziert, als Produzenten fungierten Jeff Kirschenbaum und Joe Roth. Dreharbeiten fanden von August bis Oktober 2022 in Atlanta im US-Bundesstaat Georgia statt.
Die Kamera führte Don Burgess, die Montage verantwortete Melissa Bretherton. Die Filmmusik komponierte Siddhartha Khosla, der in der Vergangenheit für Fernsehserien wie How I Met Your Mother, The Neighbors, The Royals und Only Murders in the Building tätig war. Das Production-Design gestaltete Desma Murphy und das Kostümdesign Luis Sequeira. Die Veröffentlichung auf Netflix war ursprünglich für November 2023 vorgesehen und wurde aufgrund des Streiks der Schauspieler und Drehbuchautoren auf Juni 2024 verschoben.
Bereits 2012 waren Nicole Kidman und Zac Efron im Thriller The Paperboy als Liebespaar zu sehen. Laut einem Interview mit Nicole Kidman, Zac Efron und People sollte der Film ursprünglich Motherfucker heißen.

## Rezeption

### Kritiken
Dani Maurer vergab auf outnow.ch vier von sechs Sternen. Die romantischen Momente funktionierten, der Witz hätte gerne dominanter sein dürfen, die Darsteller scheinen von der guten Stimmung am Set angesteckt und zeigten sympathische Performances.
Ernst Corinth (rnd.de) meinte, dass der Film eine süße, aber zum Glück nicht zu süße Geschichte erzähle, die von vielen witzigen Einfälle lebe. Neben ein paar netten Slapstick-Einlagen seien auch die Dialoge durchaus witzig. Ganz nebenbei zeige der Film auch die Arbeitsbedingungen in Hollywood.
Jan Werner dagegen bewertete den Film auf filmtoast.de mit zwei von fünf Punkten. Die RomCom sei eine ziemliche Enttäuschung: „Kaum lustig, kaum romantisch, überhaupt nicht innovativ und schon gar nicht emotional“.
Oliver Armknecht vergab auf film-rezensionen.de vier von zehn Punkten. Der Film versuche, aus der Grundidee eine Komödie zu machen, was aber ebenso scheitere wie die späteren nachdenklichen Momente. Da könne dann selbst das prominente Ensemble nichts mehr ändern. Hannah Madlener befand auf glamour.de, dass Zac Efron und Nicole Kidman zwar charmant seien, allerdings scheine die Chemie zwischen den beiden nicht zu funktionieren.
Laut derwatchdog.de überzeuge der Film trotz Drehbuchproblemen durch seinen charismatischen Cast und entwickle sich von einer Schema-F-Komödie zu einer unterhaltsamen Liebesgeschichte, die sich positiv von der Masse an Netflix-Eigenproduktionen abhebe.

### Abrufe
Mit 26,8 Millionen Views erreichte der Film in der Startwoche bei den englischsprachigen Filmen den ersten Platz der Netflix-Charts.
Laut digital i erreichte der Film in Deutschland im Juli 2024 insgesamt 1,465 Millionen Haushalte.
Mit 66,5 Millionen Views im Jahr 2024 lag der Film auf Platz sieben in der Netflix-Jahresauswertung.

## Synchronisation
Die deutsche Synchronisation entstand nach einem Dialogbuch und der Dialogregie von Kathrin Neusser im Auftrag der FFS Film- & Fernseh-Synchron.
| Darsteller        | Synchronsprecher   | Rolle          |
| ----------------- | ------------------ | -------------- |
| Zac Efron         | Daniel Schlauch    | Chris Cole     |
| Joey King         | Alice Bauer        | Zara Ford      |
| Nicole Kidman     | Petra Barthel      | Brooke Harwood |
| Kathy Bates       | Regina Lemnitz     | Leila Ford     |
| Liza Koshy        | Flavia Vinzens     | Eugenie        |
| Sherry Cola       | Magdalena Höfner   | Stella Poms    |
| Olivia Macklin    | Luisa Wietzorek    | Ashley         |
|                   | Wencke Fiedler     | Victoire Pan   |
| Brooks Ashmanskas | Christian Gaul     | Doctor Randy   |
| Zele Avradopoulos | Vanessa Montserrat | Mila           |

## Musik
1. I’m Your Man – Wham![27]
2. Feather – Sabrina Carpenter
3. It’s Been A Little Heavy Lately – Joesef
4. Believe – Cher
5. Disco Man – Remi Wolf
6. fuck, I’m lonely (feat. Anne-Marie) – Lauv
7. Dreaming – Blondie
8. Don’t Wanna – HAIM
9. Rose Colored Lenses – Miley Cyrus
10. Stop This Flame – Celeste
11. In The Neighborhood – The Lunchboxes
12. Keeping The Light On – Joy Oladokun
13. Song For You – Rhye
14. Dive – Olivia Dean
15. A Woman’s World (Remix) – Estelle
16. Jingle Bells – Devin S. Norris
17. Deck The Halls – Devin S. Norris
18. The Christmas Song (Chestnuts Roasting On An Open Fire) – Angelina Jordan
19. Present With A Bow (feat. Leon Bridges) – Kacey Musgraves
20. Love On – Selena Gomez
21. The Montage – Siddharta Khosla